# برند دیرسن
برند دیرسن (انگلیسی: Bernd Dierßen؛ زادهٔ ۲۸ اوت ۱۹۵۹) بازیکن فوتبال سابق اهل آلمان است که در پست هافبک بازی می‌کرد.
از باشگاه‌هایی که در آن بازی کرده‌است می‌توان به باشگاه فوتبال شالکه ۰۴ و باشگاه فوتبال هانوفر ۹۶ اشاره کرد.
وی همچنین در تیم ملی فوتبال زیر ۲۱ سال آلمان بازی کرده‌است.